# Tagoropsis altivolans
Tagoropsis altivolans är en fjärilsart som beskrevs av Griveaud 1964. Tagoropsis altivolans ingår i släktet Tagoropsis och familjen påfågelsspinnare. Inga underarter finns listade i Catalogue of Life.